# Ateuchus squalidum
Ateuchus squalidum är en skalbaggsart som beskrevs av Fabricius 1775. Ateuchus squalidum ingår i släktet Ateuchus och familjen bladhorningar. Inga underarter finns listade.